# Quicksilver (Marvel Comics)
Quicksilver (Pietro Maximoff) és un personatge de ficció que apareix als còmics americans publicats per Marvel Comics. El personatge va aparèixer per primera vegada al còmic The Uncanny X-Men nº 4 (data de portada març de 1964) i va ser creat per Stan Lee i Jack Kirby.
Quicksilver té la capacitat sobrehumana de moure's a grans velocitats. En la majoria de representacions, és un mutant, un humà nascut amb poders sobrehumans innats. A les històries de còmics que van començar el 2015, és producte de l'experimentació genètica del High Evolutionary. Quicksilver apareix més habitualment a la ficció associada amb els X-Men, després d'haver estat presentat com un adversari per a l'equip de superherois. En històries posteriors, ell mateix es va convertir en un superheroi. És el germà bessó de la Bruixa Escarlata i, fins que va deixar de ser considerat un mutant es considerava el fill de Magneto i el germanastre de Polaris.
Debutant a l'Edat de Plata dels còmics, Quicksilver ha aparegut en diverses dècades de continuïtat de Marvel, protagonitzant la sèrie homònima Quicksilver i com a membre habitual de l'equip en el títol de superherois The Avengers.
El personatge també ha aparegut en una sèrie d'adaptacions de pel·lícules, televisió i videojocs. Dos estudis de cinema diferents han adaptat dues versions d'imatge real de Quicksilver: Aaron Taylor-Johnson va interpretar el personatge de la franquícia Marvel Cinematic Universe (MCU), apareixent a Captain America: The Winter Soldier (2014) com a cameo i Avengers. : Age of Ultron (2015), mentre que Evan Peters el va interpretar a les pel·lícules de la 20th Century Fox X-Men: Days of Future Past (2014), X-Men: Apocalypse (2016) i X-Men: Dark Phoenix (2019), així com un cameo a Deadpool 2 (2018). Més tard, Peters va aparèixer com un impostor Pietro a la sèrie de televisió de MCU WandaVision (2021), com una picada d'ullet pel seu paper passat.

## Història de la publicació
Quicksilver apareix per primera vegada a X-Men #4 publicat el gener de 1964 (amb data de portada març de 1964) i la seva creació s'atribueix a l'editor/escriptor Stan Lee i l'autor complet Jack Kirby. El personatge apareix inicialment com un antagonista dels X-Men, encara que en poc temps es converteix en membre dels Venjadors i apareix com un personatge habitual en aquest títol des de The Avengers #16 (data de portada maig de 1965). Ha fet moltes altres aparicions en aquest títol i altres títols relacionats, de vegades com a membre de l'equip, de vegades com a aliat i de vegades com a antagonista.
De 1991 a 1993 Quicksilver va ser un personatge habitual al primer volum de X-Factor. La sèrie va posar èmfasi en la irritabilitat i l'arrogància del personatge, que l'escriptor Peter David va considerar que eren una conseqüència natural dels seus poders, explicant:
| « | (anglès) Have you ever stood in the post office behind a woman with 20 packages who wants to know every single way she can send them to Africa? It drives you nuts! You think to yourself, "Why do I have to put up with this? These people are so slow, they're costing me time, and it's so damned irritating. I wish I didn't have to put up with this." Now—imagine that the entire world was like that... except for you. ... to Quicksilver, as he said in an issue of Amazing Spider-Man many, many moons ago, the rest of the world is moving in slow motion. That must really, really get on your nerves. Quicksilver lives in a world filled with people who don't know how to use cash machines, and want to know all the ways to send packages to Africa, and can never get your order right in a Burger King unless you repeat it several times. That would tend to make you feel very superior to everyone and very impatient with everyone. | (català) Alguna vegada us heu parat a l'oficina de correus darrere d'una dona amb 20 paquets que vol conèixer totes les maneres en què els pot enviar a l'Àfrica? Et torna boig! Penseu per a vosaltres mateixos: "Per què he d'aguantar això? Aquesta gent és tan lenta, m'està costant temps i és molt irritant. M'agradaria no haver de suportar això". Ara, imagina't que el "món sencer" era així... excepte tu. ... a Quicksilver, com va dir en un número de Amazing Spider-Man fa moltes, moltes llunes, la resta del món es mou a càmera lenta. Això realment t'ha de posar nerviós. Quicksilver viu en un món ple de gent que no sap utilitzar els caixers automàtics i vol conèixer totes les maneres d'enviar paquets a l'Àfrica, i mai podrà rebre la seva comanda correctament en un Burger King tret que la repeteixi diverses vegades. Això tendiria a fer-te sentir molt superior a tothom i molt impacient amb tothom. | » |

Quicksilver també va protagonitzar Quicksilver, una sèrie regular homònima que va començar el novembre de 1997 i va tenir 13 números.
El personatge també va tenir un paper fonamental a House of M i Avengers: The Children's Crusade.
Quicksilver va aparèixer com a personatge secundari a Avengers Academy des del número 1 (agost de 2010) fins al número 39 final (gener de 2013). Apareix com un dels membres de All-New X-Factor, que es va llançar el 2014 com a part de la segona onada Marvel NOW!. La forma d'utilitzar el personatge d'aquest llibre per part de l'escriptor Peter David li va valer el premi @ssie 2014 d'Ain't It Cool News. Matt Adler d'AICN va comentar que David escriu millor el personatge i que el «velocista arrogant i impacient» feia que valgués la pena seguir el títol.

## Biografia del personatge de ficció
Pietro i la seva germana bessona, Wanda, van ser criats per Django i Marya Maximoff, una parella gitana. Quan era adolescents, Pietro Django Maximoff i la seva germana Wanda van descobrir que tenien talents peculiars. Quan Django va començar a robar menjar per alimentar la seva família famolenc, els vilatans enfurismats van atacar el campament gitano. Amb la seva velocitat fenomenal, Pietro va fugir del campament amb la seva germana. Durant els anys següents, Wanda i Pietro van vagar per Europa central, vivint de la terra.
El personatge apareix per primera vegada amb Wanda, ara anomenada la Scarlet Witch (Bruixa Escarlata), com a part de la Brotherhood of Evil Mutants. Els germans es van presentar originalment com a mutants, amb Pietro que posseïa una velocitat sobrehumana i Wanda capaç de controlar les probabilitats. Els dos bessons són reclutats per Magneto després que ell salvi a Wanda d'una multitud després que ella accidentalment provoqués l'incendi d'una. Quicksilver es queda amb ella per protegir-la. Després de diversos enfrontaments amb els X-Men, marxen quan Magneto i el seu lacai el Toad són segrestats per l'entitat còsmica l'Stranger. Després viatgen de tornada a Europa. Pietro i la seva germana es reformen i són reclutats per Iron Man per a l'equip de superherois dels Venjadors, després que descobreixin que fan publicitat per a nous membres i volen obtenir suport per ells mateixos.
Juntament amb el líder Capità Amèrica i l'antic enemic d'Iron Man, també reformat, Hawkeye, els quatre es converteixen en la segona generació dels Venjadors. Quicksilver primer pensa que hauria de ser el líder i de vegades es baralla amb els altres membres. Scarlet Witch es fa molt amiga de Hwakeye i tots dos es converteixen en membres lleials de l'equip fins que Wanda rep un tret accidentalment en una missió contra Magneto. Llavors Quicksilver fuig dels Venjadors amb la seva germana ferida. Els germans acompanyen Magneto de tornada a la seva base a l'Atlàntic mitjà, on captura els X-Men i Pietro s'enfronta als X-Man Cyclops. Els bessons finalment s'adonen que Magneto és el veritable enemic. Pietro i Wanda reapareixen al títol X-Men i després són segrestats juntament amb diversos altres mutants pels robots Sentinels, i posteriorment són alliberats pels X-Men.
El personatge reapareix al títol The Avengers, i avisa a l'equip que Wanda ha estat segrestada i portada a una altra dimensió pel senyor de la guerra Arkon. Després que Wanda sigui rescatada, Pietro i la seva germana es tornen a unir a l'equip. Durant una missió, Quicksilver és ferit per un Sentinel i és trobat per Crystal, un membre dels Inhumans. Crystal cura Pietro per recuperar la salut, i la parella s'enamora i finalment es casa. Pietro i Wanda també coneixen en Robert Frank, l'antic heroi de la Segona Guerra Mundial, el Whizzer, que estava present a Mont Wundagore (el lloc de naixement dels germans) amb la seva dona en el moment del seu naixement. Frank s'uneix breument als Venjadors, creient que Pietro i Wanda són els seus fills. Scarlet Witch també es relaciona sentimentalment amb el seu company d'equip dels Venjadors, l'androide Vision. Encara que Pietro inicialment el desaprova, finalment dona la seva benedicció al seu matrimoni.
Quicksilver apareix amb els Inhumans i els Quatre Fantàstics contra el malvat Sphinx, i l'origen dels germans s'explora en el títol Avengers quan un romaní de nom Django Maximoff, (que aviat es revela que és el seu pare biològic), segresta Pietro i Wanda i torna al mont Wundagore al país de Transia, on han nascut. Després d'una batalla amb els Venjadors contra el antic déu Chthon, els germans descobreixen de Bova, un dels New Men creats pel High Evolutionary, que són fills de Maximoff, i no de Robert Frank. Llavors Quicksilver torna a Attilan (ciutat dels Inhumans) i es revela que va tenir una filla (Luna) amb Crystal.
Durant la sèrie limitada Vision and the Scarlet Witch, Magneto obliga a Bova a revelar la veritat sobre els seus fills desapareguts, i es revela que són Pietro i Wanda. Després que la seva mare Magda mori en el part, el High Evolutionary li dona els nens a Django Maximoff perquè els crii com a propis. Pietro i Wanda rebutgen Magneto quan els ho diuen. El seu matrimoni amb Crystal també és tens quan ella té una aventura. Maximus the Mad utilitza la tecnologia per fer que Quicksilver es torni psicòtic. Això el va portar a incriminar els Venjadors per traïció, ja que les seves percepcions es veuen retorçades per percebre'ls com que l'havien "traït", obligant-los a escapar de la Freedom Force patrocinada pel govern, i després tractar amb el nou "equip" de Quicksilver de duplicats basats en LMD. el Zodiac, fins que la Vision convenç a Pietro de retirar-se mostrant-li imatges dels seus nebots acabats de néixer.
Quicksilver lluita contra els Venjadors de la Costa Oest i és capturat pels Inhumans i curat de la seva condició. En un esforç per penedir-se de les seves accions, Pietro ajuda els Venjadors de la costa oest contra Magneto i Immortus, que ha capturat Wanda. Tot i que té èxit, Pietro es nega a tornar amb Crystal i s'uneix a l'equip de superherois X-Factor patrocinat pel govern dels EUA. El personatge i Crystal es retroben durant la història "Bloodties" quan els Venjadors, X-Factor i els X-Men s'alien per aturar un grup de terroristes mutants que segresten la seva filla Luna i són responsables d'una guerra civil a la nació insular de Genosha. Després de fer front a l'amenaça, Quicksilver s'assabenta de la relació de Crystal amb el Venjador Black Knight i se'n va, renunciant també a X-Factor.
Quicksilver agafa la seva filla Luna i viatja al mont Wundergore, ajudant el High Evolutionary i els seus cavallers de Wundagore contra Exodus i el Man-Beast. Quicksilver utilitza l'isòtop experimental E per augmentar els seus poders, permetent-li moure's a velocitats supersòniques més grans. Apareix una versió futura de Pietro anomenada "Néstor" i revela que els seus poders no es basen en la velocitat sinó més aviat en el temps. Quicksilver també es torna a unir als Venjadors reformats.
Amb la seva mitja germana Polaris, Quicksilver espia el seu pare Magneto, que ara és el governant de Genosha. Quicksilver és desterrat quan uneix els Venjadors contra Magneto.
Quicksilver juga un paper fonamental a la sèrie limitada House of M, convencent la seva germana Wanda, ara mentalment inestable, perquè utilitzi les seves habilitats per reformar la realitat i crear un món on els mutants són majoria i els humans són la minoria. Gràcies a Wolverine que conserva els seus records, juntament amb la misteriosa Layla Miller, molts dels herois de la Terra recuperen els seus records i lluiten amb Magneto, que també recorda i s'adona que Pietro és el culpable d'aquest error. Magneto mata Quicksilver (aixafant el seu cos amb un robot Sentinel) enfurismat pel que percep com un "abús" del seu somni, encara que el personatge ressuscita i la realitat normal es restaura quan la Bruixa Escarlata és testimoni d'això, dient a Magneto que li importa més els mutants que no pas. els seus propis fills. Com a represàlia, Scarlet Witch també deixa sense poders el 98% de la població mutant, incloent Quicksilver.
La història continua a la sèrie limitada Son of M, amb Quicksilver, desesperat per recuperar els seus poders, exposant-se a la Boira Terrigen (la font de les mutacions i habilitats dels Inhumans) i inserint cristalls de Terrigen al seu cos, tot sense el permís de Black Bolt. Per cortesia dels cristalls Terrigens, Quicksilver obtè nous poders de "salt en el temps" i segresta la seva filla Luna. Quicksilver descobreix que els cristalls poden restaurar les habilitats mutants, però tenen un efecte extrem en la fisiologia no inhumana, causant diverses morts. Quicksilver i Crystal es retroben a la seqüela directa, la sèrie limitada Silent War, quan Black Bolt demana el retorn dels cristalls. Quan Crystal veu com ha mutat, ella declara el seu matrimoni anul·lat segons la llei Inhumana.
En el títol X-Factor, els cristalls són eliminats del cos de Quicksilver per en Rictor, deixant-lo sense poders una vegada més. Desamparat i empresonat per vagabundeig al one-shot X-Factor: The Quick and the Dead, Quicksilver té una sèrie d'al·lucinacions i recupera inexplicablement la seva súper velocitat. En escapar de la presó, Quicksilver rescata un innocent i redescobreix el seu desig de ser un heroi.
Quicksilver apareix al títol The Mighty Avengers i és utilitzat com a peó per Chthon, amb l'esperit del personatge atrapat en el tom arcà anomenat Darkhold. Els Venjadors derroten a Chthon, i la consciència de Quicksilver és "descarregada" al cos de Vision, abans de ser restaurada al seu propi cos. Quicksilver s'uneix a l'equip després d'assabentar-se que hi és Wanda (en realitat el déu asgardià Loki disfressat) qui va reunir l'equip. Després dels esdeveniments de la història Secret Invasion el personatge és exonerat públicament dels crims anteriors, amb la culpa d'un Skrull desconegut (tot i que Hank Pym, la filla de Maximoff Luna i el majordom dels Venjadors Edwin Jarvis són conscients de la mentida). Quicksilver també torna a vestir el seu vestit verd original. Quicksilver perd el respecte de la seva filla Luna quan menteix als Inhumans i afirma que moltes de les seves accions passades van ser en realitat perpetrades per un impostor Skrull.
Quicksilver finalment s'assabenta que la persona que pensava que era la seva germana és en realitat Loki disfressat. Enfurismats, ell i la resta de l'equip viatgen a l'Illa del Silenci per posar una trampa al déu de la maldat. Després d'empresonar Loki en un dispositiu dissenyat per Hank Pym, comença a torturar el déu per obtenir informació sobre el parador de Wanda. Loki no ofereix cap informació sobre ella i aconsegueix contactar amb Thor per demanar-li ajuda. Thor arriba i ataca Quicksilver per la forma en què està tractant en Loki. És capaç de córrer més ràpid que els llamps del déu del tro, però finalment és superat. És un dels Venjadors que s'uneix a Hercules, Amadeus Cho i els seus aliats en un assalt a la seu del Grup Olympus. Lluita amb dones guerreres amazones al costat de Zeus i ajuda a un Wolverine ferit a derrotar Huntsman, apunyalant-lo pel pit amb la seva pròpia arma.
Quicksilver és més tard convocat per Ghost utilitzant la tecnologia d'Amadeus Cho, per defensar Asgard contra els Thunderbolts. Derrota en solitari Mister X que està en possessió de la Llança d'Odin. Mister X no és capaç de reaccionar prou ràpid malgrat les seves habilitats i Quicksilver el colpeja brutalment amb un tros de runa. Se'l veu al costat dels altres Venjadors contra Sentry posseït per Void en els esdeveniments de Siege.
Quicksilver s'uneix al professorat d'Avengers Academy per ensenyar als joves estudiants a convertir-se en herois. Ho fa per distanciar-se del llegat del seu pare Magneto. Un dels nous estudiants, Finesse, descobreix que la seva història sobre ser segrestat per Skrulls és mentida. Ella el fa xantatge perquè li doni "lliçons privades" sobre tot el que va aprendre durant el seu temps amb la Brotherhood of Evil Mutants. Finesse convenç a Quicksilver perquè l'ajudi a buscar el Taskmaster, que podria ser el seu pare biològic. Després d'arribar al que pensaven que era un camp d'entrenament abandonat, el troben encara en ús i ràpidament capturen els criminals que hi troben. Quicksilver torna a la mansió i es troba amb Tigra, que estava molesta perquè alguns dels estudiants van atacar Hood en nom d'ella. Durant un acalorat intercanvi, Quicksilver aconsegueix convèncer-la per expulsar-los de l'Acadèmia per intentar ajudar-los només faria que no volguessin convertir-se en herois. Al nou campus de l'Avengers Academy (on la Facultat s'ofereix per formar altres joves amb superpoders), es revela que Quicksilver està orientant a Lightspeed com a assistent de professor.
Quicksilver s'uneix a l'equip de superherois de propietat privada X-Factor. Quan és qüestionat durant una conferència de premsa per Fatale sobre les seves accions destinades a reconfortar els mutants i la seva mentida sobre que un Skrull que havia estat el responsable, Pietro finalment admet en públic que havia estat el responsable i havia intentat evitar afrontar les conseqüències; fent això, es guanya l'amor i el respecte de la seva filla, i els dos es reconcilien.
Wanda i altres herois i vilans van experimentar una inversió moral durant un enfrontament amb el Red Onslaught. Quicksilver i Magneto intenten conjurar la Wanda invertida, però quan Wanda els ataca amb una maledicció dissenyada per castigar els seus parents de sang només afecta a Quicksilver, i Wanda s'adona que Magneto no és el seu pare biològic.
Quicksilver i Scarlet Witch després fan un viatge a la Counter-Earth. Després de ser localitzats i derrotats per Luminous (una dona que va ser creada pel material genètic de Scarlet Witch i Quicksilver), Pietro i Wanda són portats al High Evolutionary. Els revela que en realitat són els fills de Django i Marya Maximoff, Anna i Mateo, que ells creien difunts. També els va dir la veritat que no eren mutants, però el High Evolutionary havia experimentat amb ells. Després d'escapar dels experiments del High Evolutionary, Pietro i Wanda van localitzar la Divisió d'Unitat dels Venjadors (que havia viatjat a la Counter-Earth buscant els bessons) i ajuden els habitants de Lowtown (refugi per als rebutjats del High Evolutionary) de l'assalt del seu creador. Després que el High Evolutionary sigui derrotat i s'escapi a un portal amb Luminous, Quicksilver i Scarlet Witch tornen a la Terra amb la Divisió d'Unitat dels Venjadors.
Durant la història "Avengers: No Surrender", Quicksilver és un dels herois que queden en el joc còsmic entre el Grandmaster i Challenger. Està congelat a causa de l'intent d'Scarlet Witch de reviure la Vision congelada, però el procés s'inverteix més tard. Més tard utilitza la seva extrema agilitat i els poders d'Scarlet Witch per captura l'energia que mantè en èxtasi els seus companys Venjadors, però en fer-ho mor aparentment en extralimitar-se. Però a la següent mini-història de Quicksilver: No Surrender, es revela que es va quedar atrapat en una dimensió alternativa, finalment s'alliberara i torna als Venjadors.
Durant la història d'"Empyre", Quicksilver, Mockingbird i Wonder Man s'enfronten a la lluita dels Kree i els Skrull amb els Cotati prop de Navojoa. Quan Quicksilver és colpejat per esferes especials disparades pels mags Cotati, Mockingbird i Wonder Man acudeixen a la seva ajuda i ajuden els Kree i els Skrull a canviar el rumb contra els Cotati. Quicksilver recupera la seva resistència i utilitza la seva súper velocitat per trencar la lluita i desfer-se de les armes Kree i Skrull al Golf de Califòrnia.

## Poders i habilitats
Quicksilver es va presentar originalment com un mutant capaç de moure's i pensar a velocitats sobrehumanes. Originalment capaç de córrer a la velocitat del so, l'exposició a l'Isòtop E del High Evolutionary va fer possible per al personatge córrer a velocitats supersòniques de fins a Mach 10 i resistir els efectes de la fricció, la reducció d'oxigen i l'impacte cinètic mentre es mou a grans velocitats. A més, té un metabolisme ràpid i es pot curar més ràpidament que l'ésser humà mitjà. La seva velocitat li permet fer proeses com crear vents amb força ciclònica i córrer per parets o travessar masses d'aigua. La ment de Pietro pot percebre informació amb una memòria fotogràfica a curt termini, arribant a ser més ràpida que la velocitat del pensament, perquè pot canviar els seus pensaments a una velocitat més ràpida que el pensament normal. A més, pot provocar que les vibracions del seu cos es transfereixin a material sòlid i té una agilitat i reflexos superiors en comparació amb altres mutants. S'ha revelat que una de les raons de la seva personalitat abrasiva i impacient és que li sembla que la resta del món es mou a càmera lenta i que està constantment esperant que es posin al dia. Com va explicar una vegada: "Alguna vegada has fet cua davant d'una màquina bancària darrere d'una persona que no sabia com utilitzar-la? . . . Ara, imagina, doctor, que amb tots els que treballes, allà on vagis, el teu món sencer està ple de gent que no pot treballar amb caixers automàtics".
Quicksilver va perdre els seus poders de velocitat quan la seva germana va eliminar la majoria dels seus poders, però va obtenir nous poders gràcies a la boira Terrigen dels Inhumans, que li dona a Quicksilver la capacitat de desplaçar-se fora del temps i l'espai convencionals i "saltar" al futur. Pot convocar diversos duplicats desplaçats en el temps d'ell mateix i sembla que es teletransporti "saltant" cap al futur i després tornant al present a una nova ubicació. Incorporant voluntàriament fragments dels cristalls de Terrigen al seu propi cos, podria donar poder als antics mutants amb versions extremes de les seves habilitats sobrehumanes. Tanmateix, l'efecte sol ser fatal. Els cristalls van ser posteriorment forçats a sortir del seu cos pel mutant Rictor, deixant-lo sense aquestes habilitats. Després de tenir una sèrie d'al·lucinacions, Quicksilver va veure una dona en perill mortal i va sentir el desig de ser un heroi que el va fer recuperar els seus poders originals per salvar la vida de la dona. Més tard, Quicksilver va recuperar aquests poders millorats del "salt" del temps i la duplicació temporal durant un temps incrustant físicament els cristalls a la seva carn.
Més tard es va revelar que Quicksilver en realitat era un nen normal que va ser sotmès a diversos experiments per part del High Evolutionary que li havia concedit els seus poders en primer lloc.

## En altres mitjans

### Televisió
- Quicksilver apareix al segment "Captain America" de The Marvel Super Heroes, amb la veu original de Len Carlson.[82] En aquesta versió és membre dels Venjadors.
- Quicksilver apareix a La Patrulla-X, amb les veus originals d'Adrian Egan i Paul Haddad.[83] En aquesta versió és membre de X-Factor.
- Quicksilver apareix a X-Men: Evolution, amb la veu original de Richard Ian Cox.[83] En aquesta versió és una adolescent i membre de la Brotherhood of Bayville (Germandat de Bayville). En una visió del futur representada al final de la sèrie de dues parts "Ascension", Quicksilver i la Germandat s'han reformat i s'han unit a S.H.I.E.L.D.
- Quicksilver apareix a Wolverine and the X-Men, amb la veu original de Mark Hildreth.[83] En aquesta versió és el líder de la Brotherhood of Mutants i un resident de Genosha. Tot i ser desterrat al final de la sèrie, és benvingut a tornar.
- Quicksilver apareix a l'episodi de The Super Hero Squad Show "Hexed, Vexed, and Perplexed!", amb la veu original de Scott Menville.[83] Criats per Magneto per ser dolents, Quicksilver i la seva germana Scarlet Witch es tornen contra el seu pare després que el Falcon els ofereixi la seva amistat.

### Pel·lícula
| Aaron Taylor-Johnson (a l'esquerra) encarna el personatge al Marvel Cinematic Universe (2014-2015) i Evan Peters (a la dreta) a la franquícia de pel·lícules dels X-Men (2014-2019) i la sèrie WandaVision. |  | Aaron Taylor-Johnson (a l'esquerra) encarna el personatge al Marvel Cinematic Universe (2014-2015) i Evan Peters (a la dreta) a la franquícia de pel·lícules dels X-Men (2014-2019) i la sèrie WandaVision. |
| Aaron Taylor-Johnson (a l'esquerra) encarna el personatge al Marvel Cinematic Universe (2014-2015) i Evan Peters (a la dreta) a la franquícia de pel·lícules dels X-Men (2014-2019) i la sèrie WandaVision. |  | |

Marvel va llicenciar els drets de rodatge dels X-Men i conceptes relacionats, com ara mutants, a 20th Century Fox, que va crear una sèrie de pel·lícules basada en la franquícia. Anys més tard, Marvel va iniciar la seva pròpia franquícia cinematogràfica, el Marvel Cinematic Universe (MCU), que es va centrar en personatges que no tenien llicència a altres estudis, com els Venjadors (vegeu més avall). Com a resultat, Quicksilver i Scarlet Witch es van convertir en part d'una disputa de reclamacions entre els dos estudis, amb Fox citant que la parella eren mutants i fills de Magneto i Marvel citant la història editorial de la parella fent-los més estretament associats amb els Venjadors en lloc de la X-Men. Amb el temps, els dos estudis van arribar a un acord, permetent-se mútuament utilitzar els personatges sempre que Fox no els fes referència com a membres dels Venjadors i Marvel no els esmentés com a mutants o fills de Magneto. L'acord es va convertir en discutible després de l'adquisició de 21st Century Fox per part de Disney, l'empresa matriu de Marvel Studios, i la confirmació que les futures pel·lícules de X-Men tindrien lloc dins de l'univers cinematogràfic Marvel.
Un personatge basat en Quicksilver anomenat Peter Maximoff apareix a les pel·lícules de Fox X-Men: Days of Future Past (2014), X-Men: Apocalypse (2016), Deadpool 2 (2018) i X-Men: Dark Phoenix (2019) interpretat per Evan Peters. En aquesta versió és un adolescent estatunidenc i un conegut de Logan en el futur. Per demostrar la seva súper velocitat, el director de Days of Future Past, Bryan Singer, va rodar totes les escenes de Quicksilver a 3.600 fotogrames per segon. En el transcurs de les seves aparicions, en Peter ajuda els X-Men a lluitar contra Apocalypse abans d'unir-se a ells i descobreix que Magneto és el seu pare, però decideix no dir-li-ho.

### Marvel Cinematic Universe
Pietro Maximoff apareix als mitjans ambientats a l'Univers Cinematic Marvel (MCU). Va aparèixer principalment a la pel·lícula Avengers: Age of Ultron (interpretat per Aaron Taylor-Johnson), i va aparèixer per primera vegada en una escena de mitjans de crèdit per Captain America: The Winter Soldier (2014). Pietro Maximoff i la seva germana Wanda Maximoff busquen venjança contra Tony Stark, les armes del qual van matar els seus pares, unint-se a Hydra, que utilitzen la Pedra de la Ment per atorgar-los poders sobrehumans després que s'ofereixin per experimentar-hi. Després que Stark i els Venjadors derrotin la cèl·lula Hydra amb la qual estaven treballant, els Maximoff uneixen forces amb Ultron, només per saber que té la intenció de matar tota la humanitat i evitar que els Venjadors l'aturin. Mentre frustra el seu complot, Pietro mor mentre salva Hawkeye i un nen petit. Tot i que Taylor-Johnson va signar un acord de diverses pel·lícules, el productor Kevin Feige ha afirmat que no hi ha plans perquè Pietro aparegui en futures pel·lícules. Després de l'adquisició per part de Disney de la divisió cinematogràfica de Fox, se li va preguntar a Taylor-Johnson si podia tornar al paper, amb la implicació que la versió competidora d'Evan Peters va tenir un paper en la declaració prèvia de Feige. Tot i que va expressar la creença que ambdues parts estaven obertes a la possibilitat en el futur, Taylor-Johnson va reiterar que no hi havia plans immediats perquè tornés a repetir el seu paper, abordant específicament l'especulació que apareixeria a la sèrie WandaVision de Disney+. Tot i que Taylor-Johnson no va repetir el seu paper a la sèrie, es fa referència al personatge, amb Gabriel Gurevich que el va retratar com un nen en flashbacks i Peters va interpretar Ralph Bohner, un resident de Westview, Nova Jersey, a qui Agatha Harkness li va rentar el cervell i el va obligar a suplantar a Pietro per apropar-se a Wanda fins que és alliberat per Monica Rambeau.